# هالة خليل السكاكيني
هالة خليل السكاكيني (1923 - 2003) كاتبة فلسطينية، والدها خليل السكاكيني، ووالدتها المعلمة سلطانة أحمد، وأخوها سري الذي اشتهر بسبب أبوه الذي كان يكتب إليه رسائل، نشرها في ثلاثينيات القرن العشرين في كتاب أسماه سري ، ونشرت كلها بنصوصها الأولى ضمن المجموعة الكاملة لآثار خليل السكاكيني التي نشرها مركز خليل السكاكيني الثقافي في رام الله.
نشرت لأبيها بعد وفاته كتابا بعنوان «كذا أنا يا دنيا» وهو مختارات من يومياته. بالإضافة إلى كتابها "أنا والقدس" الذي تتناول فيه سيرتها الذاتية منذ الطفولة في العام 1924 وحتى النكبة في العام 1948.ويحمل الكتاب أهمية كبيرة لأنه يسلط الضوء على حياة القدس ما قبل عام 1948، وتحديدا من خلال عدسة تجربة المرأة ومنظورها.
توفيت سنة 2003 عن عمر ناهز ثمانون عاما.

## نبذة عن حياتها
وُلِدَت هالة السكاكيني في مدينة القدس في البلدة القديمة في السابع من حزيران عام 1924. عاشت في أحياء مختلفة في القدس، منها الطالبية والبقعة والكولونيالية الألمانية وآخرها حي القطمون. والدها هو الكاتب والمفكر الفلسطيني المعروف خليل السكاكيني، وأمها سلطانة عبده، التي كانت من أوائل الفتيات التي أُرسِلت إلى مدرسة الفريندز الداخلية، من ثم امتهنت التدريس، وعملت في المدرسة العربية الأرثوذكسية، ثم مدرسة سانت ماري للبنات في البلدة القديمة. لديها أخت تُدعى دمية، التي شكّلت جزءًا كبيرًا من مذكراتها، وأخ اسمه سري، قامت بنشر غالبية الرسائل المتبادلة بينهما من فترة دراسته في أمريكا.

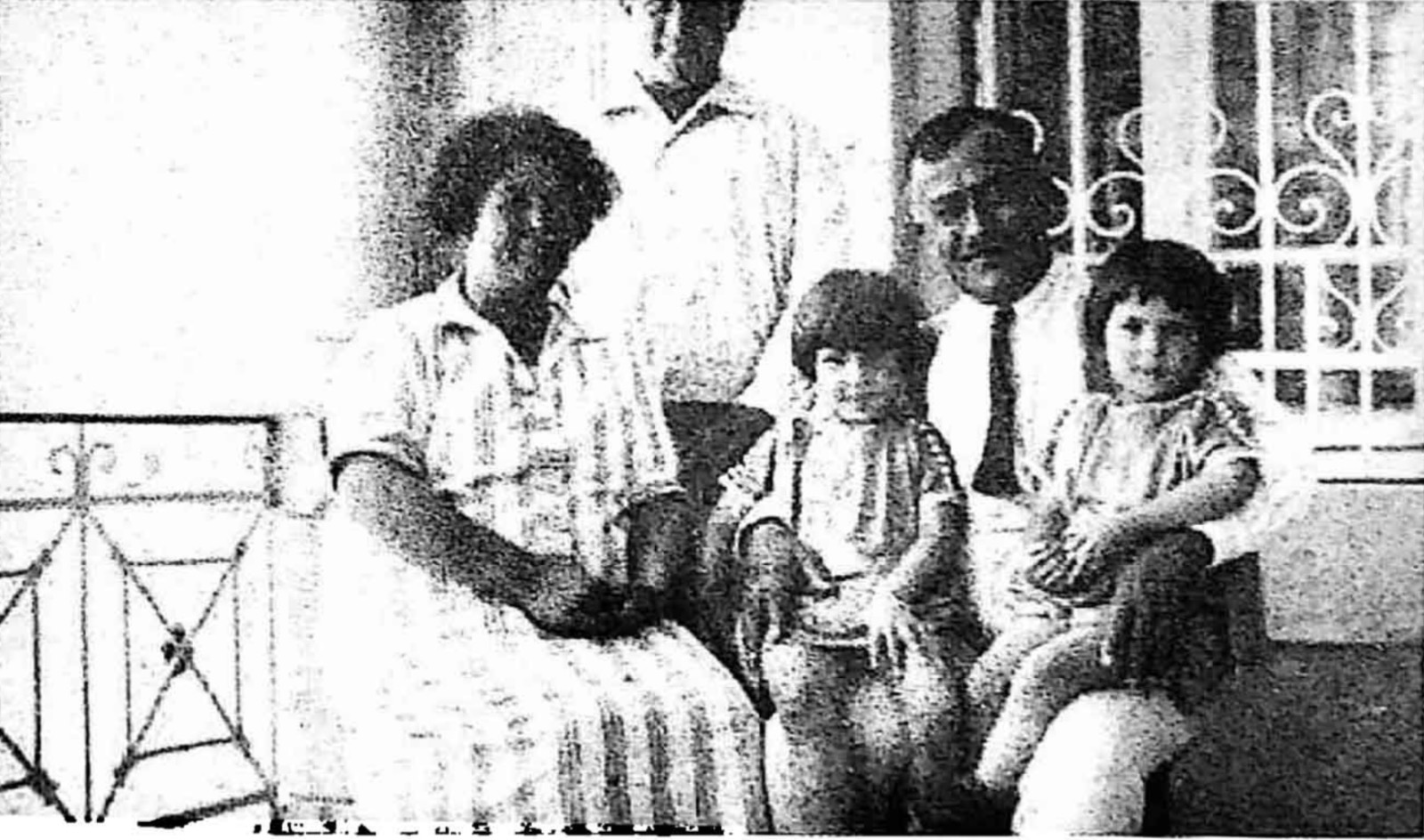
دمية وهالة في حضن أبيهما خليل السكاكيني، وسريّ (واقفاً) ووالدتهما سلطانة عبده (البقعة الفوقا، ١٩٢٧)

أنهت دراستها الابتدائية في المدرسة الألمانية في غرب القدس، ثم درست الآداب في الجامعة الأميركية في بيروت. كانت تجيد العربية والإنجليزية والألمانية على أقل تقدير. عانت هالة السكاكيني كثيرًا من الفقدان، الذي انعكس في كتاباتها؛ فقد فقدت أمها أولًا عام 1940، ثم أخيها ووالدها عام 1953 في القاهرة. بعد وفاة والدها، حررت مختارات من مذكراته تحت عنوان "كذا أنا يا دنيا" عام 1955.
كانت عائلة السكاكيني من العائلات الكثيرة التي هُجِّرُ أفرادها عام 1948 بسبب النكبة، والذين حرموا من العودة إلى القدس بسبب إصدار إسرائيل قانون أملاك الغائبين. هذا القانون يعرّف من هُجّر أو نزح أو ترك حدود دولة إسرائيل حتى تشرين ثاني 1947، خاصةً على أثر الحرب، على أنّه غائب. وهي طريقة لإضفاء الشرعية القانونية على سلب ما كان يملكه الفلسطينيون من الأراضي والمنازل والمال ونقله لملكية الدولة. لذلك لم يتمكن أبوها وأخوها أن يروا فلسطين مجددا؛ إذ وافتهم المنية بعد تهجيرهم ببضع سنوات، وماتوا في الغربة منتظرين العودة إلى الوطن.
عادت هالة إلى رام الله عام 1967، واستقرت مع أختها في شارع مكتبة بلدية رام الله. بدأت بعد عودتها مسيرة طويلة من التعليم، حيث قامت بالتدريس في بعض مدارس رام الله، بالإضافة إلى عملها في جامعة بيرزيت.
أمضت هالة ما تبقى من حياتها في رام الله، لكن قلبها كان دائما معلقا في القدس، حزينًا على فقدان البيت والوطن. وكانت تقول إنها أينما ذهبت ستكون دائمًا 'مقدسية'.

### سقوط حي القطمون
في الفترة من يناير إلى بداية شهر مايو 1948، أصبح حي القطمون نقطة محورية للهجمات الصهيونية. كان تفجير فندق سميراميس من قبل قوات الهاغاناه في كانون الثاني/يناير بمثابة بداية الصراع المتصاعد، ما دفع إبراهيم أبو دية من جيش الجهاد المقدس إلى تحصين دفاعات المنطقة. ومع تكثيف العصابات الصهيونية هجماتها، اندلعت المعارك، وأصبح دير سان سمعان ساحة حاسمة، ورمزًا للمقاومة الفلسطينية. وعلى الرغم من تفوق أعداد عصابات الهاغاناه إلا أن المناضلين الفلسطينيين وعلى رأسهم إبراهيم أبو دية لم يستسلموا وحاولوا استعادة ما تبقى من الحي، ولكن مع قلة الخبرة ومؤازرة البريطانيين للعصابات الصهيونية، سقط الحي تحت قبضتهم.
تصف هالة سكاكيني ابراهيم ابو دية بقولها "إنه رجل رائع، ذكيّ وأصيل. يتدفق بالوطنية، يعمل ليل نهار دون كلل غير آبه بطعام أو راحة".

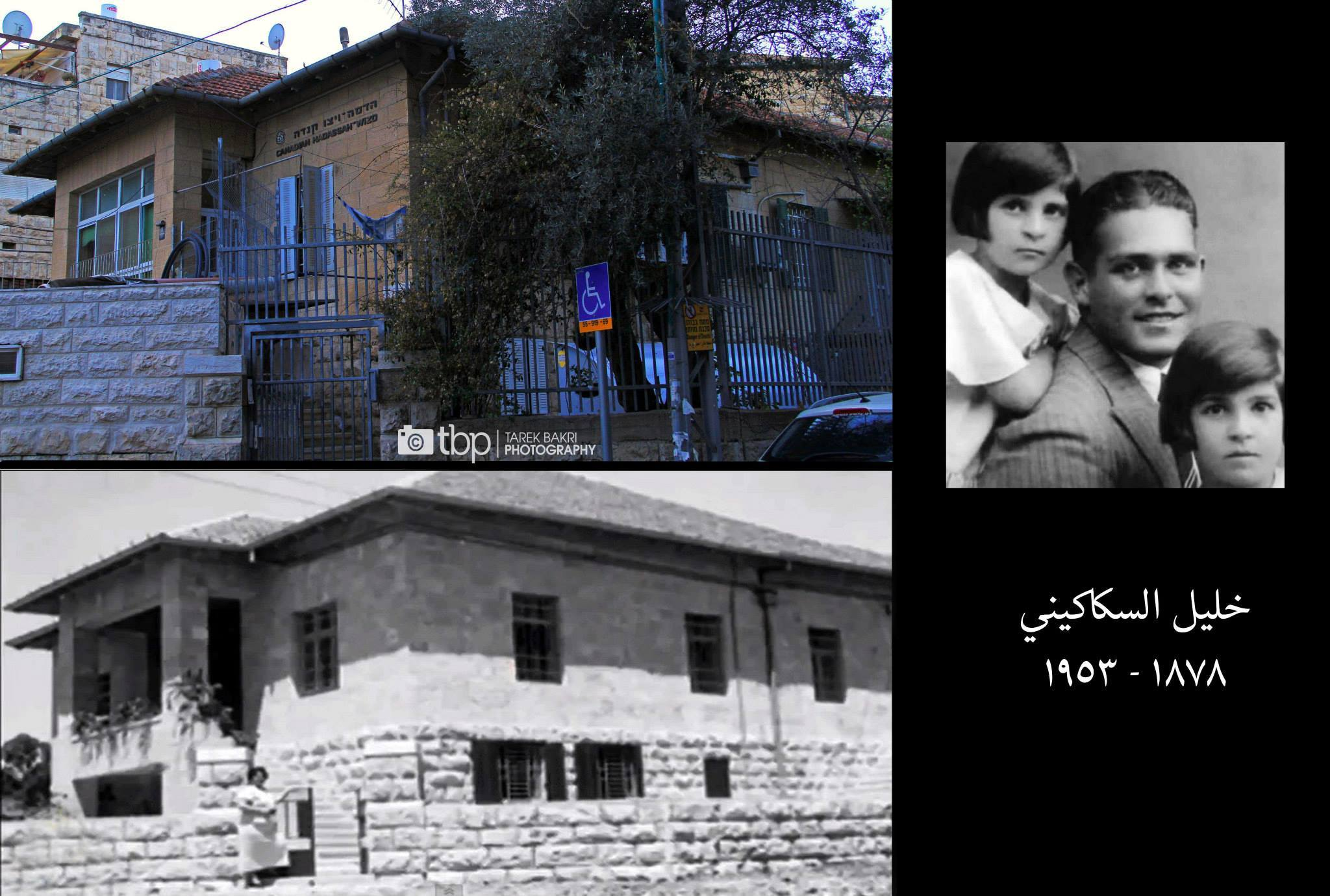
منزل خليل السكاكيني

## "أنا والقدس"
نشرت كتابها أول مرة باللغة الإنجليزية في ثمانينيات القرن الماضي تحت عنوان "انا والقدس". تتحدث فيه هالة عن سيرتها الذاتية، ولا سيما حياتها هي وعائلتها في القدس الانتدابية قبل النكبة، وثم اضطرارهم إلى ترك القدس إلى القاهرة عام 1948. يُركِّز الكتاب الذي كُتِب بالإنجليزية، ثم تُرجَمَ، على حياتها اليومية في القدس ورحلتها التعليمية، ويُقدم نظرة نسوية لإسهام النساء الفلسطينيات في صناعة المعرفة والأدب، بالإضافة إلى الوعي الوطني والسياسي. وتدعونا في رحلة عبر حياتها اليومية، لترسم صورة حية لتفاصيل القدس وأزقتها والمشاهد الاجتماعية النابضة بالحياة - من المقاهي والمسارح الصاخبة إلى النوادي الرياضية النشطة والفعاليات المختلفة. سردها منسوج بتفاصيل حميمة عن عائلتها، وخاصة والدها، الذي ساهم تأثيره الكبير في تشكيل مسارها التعليمي. أضافت هالة صورة جديدة لحياة الشباب المقدسيين، صورة تدحض فكرة أن فلسطين كانت أرضًا بلا شعب، وأنّ الحياة فيها عابرة وغير حضريّة إن وُجِدَت. يتناول الكتاب الشعور القويّ بالحنين إلى صورة العائلة والوطن والقدس، خصوصًا بعد تركها لحياتها السابقة بسبب الحرب. قررت هالة زيارة هذه الذكريات عام 1967 بعد تسعة عشر عامًا من الفراق، حيث غامرت برفقة شقيقتها بالذهاب إلى حي القطمون بحثًا عن بقايا ماضيها. تصف تجربتها بقولها:
"كان لقاء حزينا، كأن تلتقي شخصا عزيزا رأيته آخر مرة وهو في عز الشباب والصحة والأناقة، لتجده وقد أصبح هرما، مريضا ورث الثياب. بل أسوأ من ذلك، كأن تلتقي صديقا تغيرت شخصيته تماما، ولم يعد الشخص الذي عرفته قبل أعوام".

## كتابات أخرى
قد أثر ولادة هالة السكاكيني لعائلة مثقفة على مسيرتها الأدبية، إلا أنها احتفظت في كتاباتها باستقلالية صوتها الأدبي .بالإضافة إلى كتاب 'أنا والقدس'، نشرت كتابًا تحت عنوان 'نحن الاثنتان'، حيث تتحدث فيه عن علاقتها مع أختها، وكتاب 'السنوات في رام الله'، تتحدث فيه عن حياتها في مدينة رام الله. ولكن 'أنا والقدس' هو الكتاب الوحيد الذي تُرجَمَ إلى اللغة العربية. 

## مساهماتها الثقافية

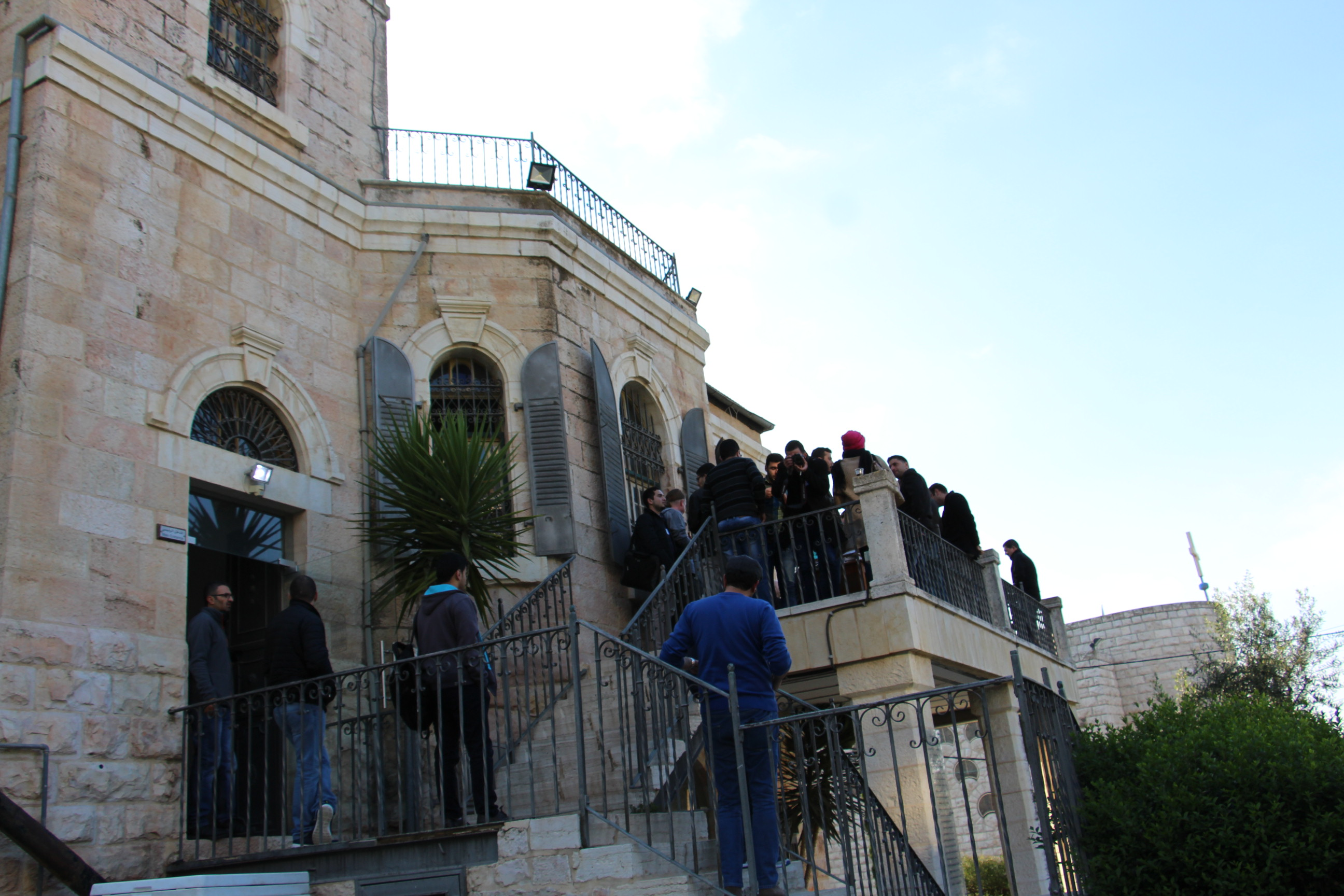
مركز خليل السكاكيني الثقافي

بالإضافة لكونها كاتبة ومعلمة قديرة، عملت هالة السكاكيني مع أختها دمية وصديقاتهما إلى تأسيس مركز خليل السكاكيني الثقافي عام 1996, الذي يحمل اسم والدهما. سُجِّل المركز لاحقًا كمؤسسة غير ربحية في عام 1998. ومنذ ذلك الحين، أصبح المبنى مركزًا ثقافيًا للمفكرين والمبدعين الفلسطينيين: حيث يضم معارض فنية وقراءات كتب وشعر وأنشطة للأطفال وعروض أفلام. يُعرف المركز الآن كمؤسسة تحتضن الفن، وتوفر حيزاً لعرض وجهات نظر متنوعة وتقديم طرق بديلة للفكر والملاحظة. 